# ラテン文字
ラテン文字（ラテンもじ、羅: abecedarium Latinum、英: Latin alphabet、ラテンアルファベット）とは、ラテン語や英語などの子音か、または母音の表記に用い、アルファベットに類する文字である。元来、ラテン語の文字であり、古代ラテン人つまり、広義のローマ人が用いたことからローマ文字（ローマもじ）、ローマ字（ローマじ、伊: alfabeto Romano、英: Roman alphabet）とも呼ばれる。今日、人類社会で最も使用者人口が多い文字である。なお日本語においてローマ字といえば、転じて日本語のラテン文字による転写を指すことが一般である。

## 概要
ラテン文字は一般に表音文字、特に音素文字のアルファベットとして用いる。また、表記法はたとえば英語では、文字を右書きで横に並べ、単語と単語の間にスペース（space）と称される空白をはさむことで分かち書きをし、その単語を並べて文を構成する。また、文の終わりにピリオドやフル・ストップ（米: period、英: full stop、終止符）などと呼ばれる終止符などの約物を打つことで文の終了を示す。このほかの多くの言語でも同様に、横に右書きし、空白で分かち書きをするなどし、言語によってはさらにリガチャ（英: ligature）などと称される合字やダイアクリティカルマーク（英: diacritical mark）などと称される発音記号などのついた文字を併せて用いる。
古来、ラテン文字は、西ヨーロッパや中央ヨーロッパの諸言語（例えばイタリア語やスペイン語、ポルトガル語、フランス語、英語、ドイツ語、ポーランド語など）で使われていたが、近代以降はこれら以外にも使用言語が多い（詳細は後述の#19世紀以降のラテン文字化を参照されたい）。たとえばトルコ共和国においては1928年以降、トルコ語の表記を「近代化」するため、従前のアラビア文字に替えてラテン文字を用いたトルコ語アルファベットが使われる。
ラテン文字は表音文字であるが、広くさまざまな言語で用いられた結果、発音の文字への表記方法自体は各言語ごとに異なっており、同じ綴りでも言語によって異なる発音をすることが珍しくない。他方、広い時代で用いられ続けた結果、英語など、古い時代から表記法を受け継ぐ言語においては、表記と発音の間の乖離も大きなものとなってきている。

## 日本語における呼称
日本語における「ローマ字」という呼称は、ラテン文字の別名であるが、日本語のラテン文字を用いた音訳や翻字による表記法「ローマ字」の呼称でもあるため、どちらの意味なのかやや紛らわしく、前者を指してローマ文字と呼び分けることもある。
漢字で表記する場合は、日本産業規格 (JIS) の規格票において、「欧字（おうじ）」という表現が見られる。このほか特に、ラテン文字のうち基本26文字（英: basic Latin alphabet、ベーシックラテン・アルファベット）は英語の表記に用いることから「英字（えいじ）」と呼び、よく「英字新聞」などの語において用いる。
また、ラテン文字の基本26文字については「アルファベット」と呼ぶことも一般的であるが、これは英語のalphabetを片仮名で音訳したものであり、イギリス人やアメリカ人をはじめとする英語圏の人々と同じく、日本人や日本の英語教育の場などにおいては、英語の表記のための文字、つまり結果として基本ラテン文字を指すことが多い。
他方、日本語における呼称として一般でないが、ドイツ人をはじめとするドイツ語圏の人々と同じく、日本人のドイツ語学習者の間では、ドイツ語の発音にならう「アルファベート」と呼ぶことで、基本26文字にウムラウトと呼ばれるダイアクリティカルマークのついた文字やエスツェットと称されるリガチャなども加えた「ドイツ語アルファベット」を指す。また、フランス人をはじめとするフランス語圏の人々と同じく、日本人のフランス語学習者の間では、フランス語の発音にならう「アルファベ」と呼ぶことで、フランス語の表記に用いるアクサンテギュやアクサングラーヴ、セディーユなどのアクセント記号などをつけた文字やその他のリガチャなどを加えた「フランス語アルファベット」を指す。

## 使用言語

### 古代から中世まで
古代のラテン文字は、最初期の古ラテン語から共和制ローマ以降の古典ラテン語において用いられた。また、中世のラテン文字は、ローマ帝国の東西分裂以降もゲルマン人の言語やキリスト教の典礼言語の表記に用いられることで、さらに広まっていった。

#### 古代
ラテン文字は本来、その名があらわす通り、ラテン語の表記に用いる文字として成立した。このため、ラテン語を公用語とするローマ帝国の勢力が伸長するとともにラテン文字の使用圏も拡大していった。しかし、ギリシア語を使用する帝国の東部においては、文字もギリシア文字が主流であった。
395年のローマ帝国の東西分裂以降、東ローマ帝国においてギリシア語化が進む一方で、西ローマ帝国はラテン語を使用し続け、文字もラテン文字を引き続き使用していた。

#### 中世

ラテン文字のみ使用
ラテン文字と他の文字を併用

西ローマ帝国は、ゲルマン民族の大移動などにより衰退してゆくことで476年に事実上の滅亡を迎えたとされるが、この地域に侵入したゲルマン人たちはラテン語とラテン文字を行政言語として使用するようになり、やがて彼らの祖語であるゲルマン諸語もラテン文字によって表記するようになっていった。また、このころから力を強めていったローマ教会は中世ラテン語を教会ラテン語と称して典礼言語にしており、それを表記するためのラテン文字も西方教会圏全域に広まっていき、西方教会圏の諸言語を表記するためにラテン文字が転用されるようになった。
こうして中世以降は、俗ラテン語に由来するロマンス諸語のみならず、西ヨーロッパや中央ヨーロッパのカトリックやプロテスタントを含む西方教会地域のほぼ全ての言語でラテン文字が使われるようになった。具体的にはゲルマン語派とスラヴ語派の一部、バルト語派やケルト語派、加えてバスク語やウラル語族の一部などである。
| 系統         | 言語                                                                                  |
| ------------ | ------------------------------------------------------------------------------------- |
| ロマンス諸語 | イタリア語 スペイン語 フランス語 ポルトガル語 など ただし当初は ルーマニア語 を除く   |
| ゲルマン語派 | アイスランド語 英語 オランダ語 スウェーデン語 デンマーク語 ノルウェー語 ドイツ語 など |
| スラヴ語派   | クロアチア語 スロヴァキア語 スロヴェニア語 チェコ語 ポーランド語 など                 |
| バルト語派   | ラトビア語 リトアニア語                                                               |
| ケルト語派   | アイルランド語 など                                                                   |
| ウラル語族   | エストニア語 ハンガリー語 フィンランド語 など                                         |

### 近代以降のラテン文字化
近代以降、西ヨーロッパの諸国が勢力を強めていき、19世紀には世界の大半を植民地化するようになった。当時の列強は、ロシア帝国と大日本帝国を除きすべてがラテン文字を使用する国家であり、このためラテン文字は世界で最も使用される文字となった。この西欧の覇権の影響を受け、西方教会圏の諸言語以外においてもラテン文字を採用する言語が多く表れるようになった。このラテン文字化には、もとより文字を持たない言語が新たに文字を採用する場合と、すでに持っていた文字をラテン文字に切り替えた場合がある。
特に、文字を持たない言語が新たに正書法を定める場合については、新たに文字を発明したり、そのほかの文字を転用したりするよりも、多くラテン文字が採用された。こうした無文字言語社会に積極的に接触する者には、カトリックやプロテスタントのキリスト教の宣教師が多く、彼らは布教のために現地語のラテン文字表記の正書法および文法を整備したからである。ラテン文字が表音文字であり、各地の言語を音訳しやすかったこともこの変化を進める要因となった。あるいは基礎的なラテン文字の文字数は、26文字とキリル文字などに比べて非常に少なく、簡便であったことも導入を後押しした。
もっとも文字数が少ないことは、表記できる発音が少ないことと表裏一体である。こうした発音を文字としてあらわすために各言語は、ひとつの発音に2文字以上を用いたり、これを1つの文字として合字することでリガチャをさらに増やしたり、あるいはダイアクリティカルマークを付す文字を増やしたりすることで文字の不足を補ったほか、新しい文字や声調記号などを新たに開発してラテン文字表記につけ加えるようになった。無文字言語のラテン文字化はアフリカやオセアニアなどで特に広く行われ、多くの言語がラテン文字による正書法を定められるようになった。
ヨーロッパ以外の地域において、もとより文字を持っていた言語がラテン文字に切り替えた場合、多くは西洋の列強による植民地化を経た地域の言語において行われた。こうした言語においてもカトリックやプロテスタントの宣教師によって各言語に相当するラテン文字表記の正書法が開発されたことは同じであるが、その後西欧列強の支配をうける中で支配層の言語であるラテン文字の表記が広まり、従来の言語においてもラテン文字で表記するようにしたほうが便利となったためである。
こうして近代以降に植民地化を原因としてラテン文字に切り替えた言語には、東南アジアの言語においてはアラビア文字を基にしたジャウィ文字から切り替えたインドネシア語やマレー語、アラビア文字とブラーフミー系文字であるアリバタの併用から切り替えてフィリピン語、漢字とそれを基にしたチュノムの併用から切り替えたベトナム語、アフリカ東部の言語においてはアラビア文字から切り替えたスワヒリ語などがある。
この例外はトルコ語であり、オスマン帝国は植民地化を受けていなかったものの、これに代わってトルコ共和国を建国したケマル・アタチュルクがトルコの近代化を目指して使用文字の変更を決定し、1928年にアラビア文字から置き換えられたものである。
またそれとは別の例外として、すべての植民地において必ずしも宗主国がラテン文字化を推進したり、あるいはラテン文字化を完了したりしたわけではなく、南アジアのインド地域やキリスト教化できなかったイスラム世界にあるアラブ圏の各国などのように植民地支配を受けたが、用いる文字を変更しなかった地域も多い。
植民地となった地域がラテン文字を用いるようになるのとは別に、ヨーロッパにおいても18世紀以降、西方教会地域でない地域においてもラテン文字化が一部で進められるようになった。ルーマニア語はルーマニア正教会のもとで正教会圏であったため文語においてキリル文字を使用していたが、16世紀ごろには一部地域でハンガリーの言語であるマジャル語をまねた筆記法が用いられ、18世紀には民族主義の高まりによりロマンス諸語であることが強く意識され、ラテン文字化運動が広がっていき、1859年から1860年にかけて正式にラテン文字が採用されることとなった。アルバニア語においてはラテン文字をはじめギリシア文字やアラビア文字など各種表記法が混在していたが、1908年にラテン文字による表記が正式に決定した。

### 旧ソビエト連邦地域におけるラテン文字化
旧ソビエト連邦の諸言語の表記は、当初ラテン文字を採用していたものの、1940年にキリル文字が採用され、ソビエト連邦内の多くの言語でキリル文字化が進められた。しかしソビエト連邦の崩壊後、これら諸言語のいくつかにおいてふたたびラテン文字を再導入する動きが活発になった。元来、アラビア文字を用いていた地域においてはウズベク語やトルクメン語、アゼルバイジャン語が、初期のソビエト連邦にラテン文字に切り替えられ、その後1940年に連邦政府の言語政策の変化によりキリル文字に再び切り替えられたが、ソビエト連邦の崩壊後、ウズベク語とトルクメン語とにおいてラテン文字表記の導入が決定され、以前定められたものとは異なるものの、再びラテン文字への切り替えが行われることとなった。
同じく元来、アラビア文字を用いていたカザフスタンにおいてはソビエト連邦崩壊後もキリル文字の使用が続いてきたが、ヌルスルタン・ナザルバエフ大統領が2017年10月に、カザフ語の表記をラテン文字に改める準備を整えるよう担当部署に指示した。2018年には学校教育においてラテン文字の使用を開始し、2025年には完全にカザフ語の表記をラテン文字に移行することを表明した。
このほか、ロマンス諸語に属し、ルーマニア語ときわめて似ている関係にあるモルドバ語においては、従前のラテン文字から1940年にキリル文字化されたものの、1989年には再度表記をラテン文字に改めることが決定され、ふたたびラテン文字を用いる国となった。

### 日本におけるローマ字論
日本においては、漢字廃止論の一環としてのラテン文字化、いわゆるローマ字論が明治初期から唱えられており、第二次世界大戦後には、1946年の第一次アメリカ教育使節団報告書によって、漢字と平仮名、片仮名を廃止し、日本語表記をローマ字表記に一本化することが提言された。これを受け、連合国軍最高司令官総司令部 (GHQ) のもとで「日本語表記は複雑であるため識字率が低く、識字率を高めるために簡便なローマ字表記への切り替えが必要」との意見が強まり、実態を調査するため1948年に全国各地で文部省教育研修所、現在の国立教育政策研究所とGHQの共催による漢字テストが行われた。しかし、その結果はGHQの予想とは異なり、識字率はおよそ10割に近いという結果が出たため、このローマ字表記化計画は頓挫、事実上撤回されることになった。

### 他文字使用言語のラテン文字表記法の成立
独自の文字を使用する言語でも、ほとんどはラテン文字による表記法が確立されており、借用語や略語などでもラテン文字を用いることが多い。日本語においては、1867年にアメリカ人のジェームス・カーティス・ヘボンがヘボン式ローマ字の表記法を考案し、さらに1885年に田中舘愛橘が日本式ローマ字を考案、さらにこれを発展させて1937年に発表された訓令式ローマ字があり、実際には訓令式とヘボン式の2つの表記法が並立している形となっている。
訓令式は1字または2字で多くの音を表記できるため使用はしやすい一方、英語の発音からやや離れた表記となっており、よく「普段からラテン文字で書かれる西欧系各言語を母語とする欧米人からは正しく発音されにくいことが欠点だ」と指摘される。対して「ヘボン式はその逆で、実際の発音に沿った表記となっており、普段からラテン文字で書かれる西欧系各言語西欧系各言語を母語とする欧米人からも正しく発音されやすい」などとみなされる半面、表記が長くやや使用しにくい面がある。
もっとも読みに関しては、ヘボン式で書いたところでそもそも、ラテン文字の読みがしばしば言語間で異なり、つまりフランス人が読めばフランス語読みになる。したがってヘボン式ローマ字は、アメリカ人や英語圏の人々から正しく発音されるかどうかはさておき、ヨーロッパの人々およびラテン文字を用いるあまねく人々に正しく発音される保証はなく、それはほかのどのローマ字にもいえることである。また、ある言語で用いる文字とその表記法については、特に使用する文字を完全に改めるような場合において、その言語をよくとらえているかどうかが論点のひとつとなる。この点について現代の日本語は、その発音を五十音表のようにとらえている話者が多く、したがって日本語話者にとってヘボン式は、タ行のように同じ行でも子音の文字が変わり、拗音の「シャ」などの「小さいヤ段」の表記が揺れるなど、日本語話者にとって変則的な表記が多い、日本語をよくとらえていない表記となる。この意味では、ヘボン式ローマ字は、外国人に向けて用いる場合はさておき、日本人の書く日本語のラテン文字化には向かないといえる。
文部省は1954年に訓令式に基づいた「ローマ字のつづり方」を定め、事情がある場合に限りヘボン式での表記を認めるという立場を取った。これに沿って、日本の教育現場においては訓令式での表記を教えている。しかし、実際のローマ字表記は、特に公共の場などにおいて一般に外国人に向けて用いられるため「普段からラテン文字で書かれる西欧系各言語を母語とする欧米人にわかりやすい」というねらいから、ヘボン式での表記が圧倒的であり、統一を求める声も上がっている。

## 成立
個々のラテン文字の成立について詳細は、該当する文字ごとの記事も参照されたい。

フェニキアのアブジャドを受け継ぐ4種の音素文字の比較。左からラテン文字、ギリシア文字、元になったフェニキア文字、ヘブライ文字、アラビア文字。

イタリア半島に、のちにローマ人と呼ばれるようになるラテン人という部族が棲みついていた。紀元前7世紀頃の古ラテン語の時代にラテン人は、紀元前1千年紀頃から同じくイタリア半島で現在のイタリア中部に棲みついていたエトルリア人とギリシア人などの部族から文字を採り入れた。
西方ギリシア文字から借用・派生し、古イタリア文字群へ至る歴史の流れにあって、ラテン人はクマエ文字から4字を除いて取り入れた。またエトルリア文字からは「𐌅 /v/」を採り入れて「F /f/」の音に用い、また、3箇所の屈曲がある「𐌔」を採り入れて現在の「S」の形にした。そして「ギリシア語のG音」と「エトルリア語のK音」を表すのには現在のCの字のような形の「𐌂 (希: Γ)」を用いた。こうして生まれたアルファベット21文字は、「G・J・U・W・Y・Z」がないなど、現代のラテン文字とは多少の違いがある。
このローマ人のアルファベットには、/k/の音を表す文字が「C・K・Q」の3つあり、このうち「C」は、/g/の音の表記にも用いた一方、ラテン語では当時、用いることのなかった現在の「Z」を表す「𐌆」が、アルファベットの文字表における現在の「G」の位置へ一時的に取り入れられた。その後、ローマ人は「C」にステムとも称されるヒゲをつけることで「G」を作りだし、当時のローマ人が用いない「Z」の代わりに、現在の位置と同じ「F」と「H」の間に置いた。
もっとも古いラテン文字の成立から数世紀を経て、紀元前3世紀にアレクサンドロス3世が地中海沿岸地域の東部とその周辺を征服した後、ローマ人はギリシア語の語彙を借用するようになり、それにともない以前は必要でなかった文字が借用語とともに再び輸入された。具体的には、東方ギリシア文字から「Υ」と「Ζ」を借用したが、あくまでギリシア語からの借用語を記述する事にしか使わなかったため、追加文字として文字表の最後に置いた。なお、この時代には小文字は開発されておらず、文章はすべて大文字で書かれていた。

書体の移ろいを簡易化して示した図。次第に大文字から小文字へと近づいていくことが確認できる。

ラテン文字を表すため、様々な書体が流行したが、3世紀ごろにはアンシャル体と呼ばれる書体が広く使用されるようになり、さらにそれから半アンシャル体と呼ばれる書体ができた。これらの書体は、元となったの大文字からはやや離れた形をしていたが、各地で広く使用されるなかで書体の乖離が激しくなったため、あらためて相互に通じる統一された書体を制定する必要になっていた。そこで8世紀頃にカロリング朝のフランク王国でカール大帝の庇護を受けたカロリング小文字体が普及した。このカロリング小文字体は、フランク王国のみならずラテン文字圏全体で広く使用されるようになったが、一方で従来の大文字もそのまま残存しており、これが大文字のほかに小文字が新しく成立する起源となった。
ブリテン島のアングロ・サクソン語は、11世紀にノルマン人による制圧を受けた後、ラテン文字でも表記されるようになった。古くは、/w/の音を表すためにルーン文字に由来する「Ƿ（wynn、ウィン）」を用いたこともあるが、音の異なる「P」に似ていたために混同されやすく、結局、/w/の音は現在の「U」を2つ並べた二重音字の「UU（英: double U、ダブル・ユー）」として表すように戻った。
この頃の「U」の形がVの字であったため、実際の字形はVを2つ並べた「VV」の形となり、追加文字としてWは、文字表において「V」の次に置かれた。なお、ロマンス諸語においては、この「W」を「2つのV」の意味する名称で呼ぶ。
また、丸みのある「U」で母音を表し、子音のときは「V」を用いるようになった。また「J」は、当初「I」の異字体であり、いくつか「I」が並ぶときの「最後のI」に長い尾のようなヒゲをつけたものだった。15世紀頃から、子音には「J」を、母音には「I」を用いるようになり、17世紀半ばには一般的になった。

## 使用される文字
ラテン文字は、大きく分けて基本字と追加字に分類される。

### 基本字
遅くとも1960年代に（どの団体に？）標準化がなされて以降、ラテン語の23字に「J・U・W」を加えた26字を基本と見なし、多く実用の際は、歴史的に書体の差から生じた異なる字形を持つ大文字と小文字を併用する。この基本字は英語の表記に必要最低限の文字であり、それ以外の字は外来語でしか用いない。英語においても大文字と小文字を併用し、ラテン文字を用いる多くの言語同様、文の最初の語の頭文字と、各言語ごとに異なる特別な語の頭文字や、あるいは強調したい部分などに大文字を用いて、それ以外はすべて小文字を用いる。
| 大文字 | A | B | C | D | E | F | G | H | I | J | K | L | M | N | O | P | Q | R | S | T | U | V | W | X | Y | Z |
| 小文字 | a | b | c | d | e | f | g | h | i | j | k | l | m | n | o | p | q | r | s | t | u | v | w | x | y | z |

### 追加字
ラテン文字はもともとラテン語を表すための文字であり、他の言語に用いるには表記できない発音も存在していた。こうした状況を解決するために、現在の基本字にはいくつかの文字が付け加えられたものの、それでも表記できない発音に対しては、こうした音を表記するために基本字に発音を区別する符号を付けたり、2つ以上の文字を結合したり、さらに文字を追加したりする言語が多く表れるようになった。

#### ダイアクリティカルマーク
ラテン文字の発音区別符号は、総称してダイアクリティカルマークなどと呼ばれる。ドイツ語やスウェーデン語などではウムラウト、フランス語やポルトガル語、トルコ語などではセディーユ、スペイン語やポルトガル語ではティルデが多く使用されるなど、ダイアクリティカルマークを採用しているラテン文字使用国は多数存在する。日本語のローマ字表記においては、サーカムフレックスやマクロンが長音の表記に使用される場合がある。

#### 合字
ラテン文字において、2つ以上の文字の合字は、リガチャーとも呼ばれる。代表的な合字としては、ドイツ語の「ß（エスツェット）」や、アイスランド語・デンマーク語・ノルウェー語の「Æ」、デンマーク語やノルウェー語の「Ø」などが挙げられる。なお、現在では基本字のひとつとなっているが、本来「W」も合字であり、多くの言語において「ダブルのU」、または「ダブルのV」を意味する名称で呼ばれる。

#### その他
また、現代では消滅したが、アングロ・サクソン語の「Ƿ」のようにルーン文字など、基本字にさらに他の文字から取り入れられた文字も、一部では用いられる。
|        | アキュート アクセント | アキュート アクセント | アキュート アクセント | アキュート アクセント | アキュート アクセント | アキュート アクセント | アキュート アクセント | アキュート アクセント | アキュート アクセント | アキュート アクセント | アキュート アクセント | アキュート アクセント | アキュート アクセント | アキュート アクセント | アキュート アクセント | アキュート アクセント | アキュート アクセント | グレイヴ アクセント | グレイヴ アクセント | グレイヴ アクセント | グレイヴ アクセント | グレイヴ アクセント | グレイヴ アクセント | グレイヴ アクセント | グレイヴ アクセント | サーカムフレックス | サーカムフレックス | サーカムフレックス | サーカムフレックス | サーカムフレックス | サーカムフレックス | サーカムフレックス | サーカムフレックス | サーカムフレックス | サーカムフレックス | サーカムフレックス | サーカムフレックス | サーカムフレックス | ウムラウト /トレマ | ウムラウト /トレマ | ウムラウト /トレマ | ウムラウト /トレマ | ウムラウト /トレマ | ウムラウト /トレマ | ウムラウト /トレマ | ウムラウト /トレマ | ウムラウト /トレマ | ウムラウト /トレマ |
| ------ | --------------------- | --------------------- | --------------------- | --------------------- | --------------------- | --------------------- | --------------------- | --------------------- | --------------------- | --------------------- | --------------------- | --------------------- | --------------------- | --------------------- | --------------------- | --------------------- | --------------------- | ------------------- | ------------------- | ------------------- | ------------------- | ------------------- | ------------------- | ------------------- | ------------------- | ------------------ | ------------------ | ------------------ | ------------------ | ------------------ | ------------------ | ------------------ | ------------------ | ------------------ | ------------------ | ------------------ | ------------------ | ------------------ | ------------------ | ------------------ | ------------------ | ------------------ | ------------------ | ------------------ | ------------------ | ------------------ | ------------------ | ------------------ |
| 大文字 | Á                     | Ć                     | É                     | Ǵ                     | Í                     | Ḱ                     | Ĺ                     | Ḿ                     | Ń                     | Ó                     | Ṕ                     | Ŕ                     | Ś                     | Ú                     | Ẃ                     | Ý                     | Ź                     | À                   | È                   | Ì                   | Ǹ                   | Ò                   | Ù                   | Ẁ                   | Ỳ                   | Â                  | Ĉ                  | Ê                  | Ĝ                  | Ĥ                  | Î                  | Ĵ                  | Ô                  | Ŝ                  | Û                  | Ŵ                  | Ŷ                  | Ẑ                  | Ä                  | Ë                  | Ḧ                  | Ï                  | Ö                  | T̈                  | Ü                  | Ẅ                  | Ẍ                  | Ÿ                  |
| 小文字 | á                     | ć                     | é                     | ǵ                     | í                     | ḱ                     | ĺ                     | ḿ                     | ń                     | ó                     | ṕ                     | ŕ                     | ś                     | ú                     | ẃ                     | ý                     | ź                     | à                   | è                   | ì                   | ǹ                   | ò                   | ù                   | ẁ                   | ỳ                   | â                  | ĉ                  | ê                  | ĝ                  | ĥ                  | î                  | ĵ                  | ô                  | ŝ                  | û                  | ŵ                  | ŷ                  | ẑ                  | ä                  | ë                  | ḧ                  | ï                  | ö                  | ẗ                  | ü                  | ẅ                  | ẍ                  | ÿ                  |

|        | セディーユ | セディーユ | セディーユ | セディーユ | セディーユ | セディーユ | セディーユ | セディーユ | セディーユ | セディーユ | セディーユ | ティルデ | ティルデ | ティルデ | ティルデ | ティルデ | ティルデ | ティルデ | ティルデ | オゴネク | オゴネク | オゴネク | オゴネク | オゴネク | 合字 | 合字 | 合字 | ルーン文字由来 | ルーン文字由来 |
| ------ | ---------- | ---------- | ---------- | ---------- | ---------- | ---------- | ---------- | ---------- | ---------- | ---------- | ---------- | -------- | -------- | -------- | -------- | -------- | -------- | -------- | -------- | -------- | -------- | -------- | -------- | -------- | ---- | ---- | ---- | -------------- | -------------- |
| 大文字 | Ç          | Ḑ          | Ę          | Ģ          | Ḩ          | Ķ          | Ļ          | Ņ          | Ŗ          | Ş          | Ţ          | Ã        | Ẽ        | Ĩ        | Ñ        | Õ        | Ũ        | Ṽ        | Ỹ        | Ą        | Ę        | Į        | Ǫ        | Ų        | Æ    | Œ    | ẞ    | Ð              | Þ              |
| 小文字 | ç          | ḑ          | ȩ          | ģ          | ḩ          | ķ          | ļ          | ņ          | ŗ          | ş          | ţ          | ã        | ẽ        | ĩ        | ñ        | õ        | ũ        | ṽ        | ỹ        | ą        | ę        | į        | ǫ        | ų        | æ    | œ    | ß    | ð              | þ              |

### 併用される記号の例
ラテン文字は、音読の際の休止符に由来する句読点や、感嘆符、疑問符、その他の約物、レタリングなどから生まれた記号をしばしば併用する。一般にアットマークは記号であるが、一部の言語の正書法において、音を表すアルファベットとして用いる。
| 約物 | 約物 | 約物 | 約物 | 約物 | 約物 | 約物 | 記号 | 記号 |
| ---- | ---- | ---- | ---- | ---- | ---- | ---- | ---- | ---- |
| .    | ,    | :    | ;    | ?    | !    | &    | @    | #    |

## 文字の名称
主な言語での文字の名を以下に示す。
| 文字 | ラテン語                     | 英語                | フランス語          | ドイツ語           | イタリア語                            | スペイン語                   | ポルトガル語                      | エスペラント            | 日本語          |
| ---- | ---------------------------- | ------------------- | ------------------- | ------------------ | ------------------------------------- | ---------------------------- | --------------------------------- | ----------------------- | --------------- |
| A    | a [aː]                       | a [eɪ]              | a [a]               | a [aː]             | a [a]                                 | a [a]                        | a [a]                             | a [aː]                  | エー            |
| B    | be [beː]                     | bee [biː]           | bé [be]             | be [beː]           | bi [bi]                               | be [be]                      | bê [be]                           | bo [boː]                | ビー            |
| C    | ce [keː]                     | cee [siː]           | cé [se]             | ce [tseː]          | ci [tʃi]                              | ce [θe], [se]                | cê [se]                           | co [tsoː]               | シー            |
| D    | de [deː]                     | dee [diː]           | dé [de]             | de [deː]           | di [di]                               | de [de]                      | dê [de]                           | do [doː]                | ディー          |
| E    | e [eː]                       | e [iː]              | e [ə]               | e [eː]             | e [e]                                 | e [e]                        | e [ɛ], [e]                        | e [eː]                  | イー            |
| F    | ef [ɛf]                      | ef [ɛf]             | effe [ɛf]           | ef [ɛf]            | effe [ˈɛffe]                          | efe [ˈefe]                   | éfe [ˈɛfɨ], [ˈɛfi]                | fo [foː]                | エフ            |
| G    | ge [ɡeː]                     | gee [dʒiː]          | gé [ʒe]             | ge [ɡeː]           | gi [dʒi]                              | ge [xe]                      | gê [ʒe] guê [ɡe]                  | go [ɡoː]                | ジー            |
| H    | ha [haː]                     | aitch [eɪtʃ]        | ache [aʃ]           | ha [haː]           | acca [ˈakka]                          | hache [ˈatʃe]                | agá [ɐˈɡa], [aˈɡa]                | ho [hoː]                | エイチ、 エッチ |
| I    | i [iː]                       | i [aɪ]              | i [i]               | i [iː]             | i [i]                                 | i [i]                        | i [i]                             | i [iː]                  | アイ            |
| J    | i [iː]                       | jay [dʒeɪ]          | ji [ʒi]             | jot [jɔt]          | i lunga [ilˈluŋga] iota [ˈjota]       | jota [ˈxota]                 | jota [ˈʒɔtɐ]                      | jo [joː]                | ジェー          |
| K    | ka [kaː]                     | kay [keɪ]           | ka [ka]             | ka [kaː]           | kappa [ˈkappa]                        | ka [ka]                      | capa [ˈkapɐ] cá [ka]              | ko [koː]                | ケー            |
| L    | el [ɛl]                      | el [ɛl]             | elle [ɛl]           | el [ɛl]            | elle [ˈɛlle]                          | ele [ˈele]                   | ele [ˈɛlɨ], [ˈɛli]                | lo [loː]                | エル            |
| M    | em [ɛm]                      | em [ɛm]             | emme [ɛm]           | em [ɛm]            | emme [ˈɛmme]                          | eme [ˈeme]                   | éme [ˈɛmɨ], [ˈẽmi]                | mo [moː]                | エム            |
| N    | en [ɛn]                      | en [ɛn]             | enne [ɛn]           | en [ɛn]            | enne [ˈɛnne]                          | ene [ˈene]                   | éne [ˈɛnɨ], [ˈẽni]                | no [noː]                | エヌ            |
| O    | o [oː]                       | o [oʊ]              | o [o]               | o [oː]             | o [o]                                 | o [o]                        | ó [ɔ]                             | o [oː]                  | オー            |
| P    | pe [peː]                     | pee [piː]           | pé [pe]             | pe [peː]           | pi [pi]                               | pe [pe]                      | pê [pe]                           | po [poː]                | ピー            |
| Q    | qu [kuː]                     | cue [kjuː]          | qu [ky]             | qu [kuː]           | cu [ku]                               | cu [ku]                      | quê [ke]                          | kuo [ˈkuːo]             | キュー          |
| R    | er [ɛr]                      | ar [ɑː], [ɑɹ]       | erre [ɛʁ]           | er [ɛʀ]            | erre [ˈɛrre]                          | ere [ˈeɾe] erre [ˈere]       | erre [ˈɛʁɨ], [ˈɛxi] rê [ʁe]       | ro [roː]                | アール          |
| S    | es [ɛs]                      | ess [ɛs]            | esse [ɛs]           | es [ɛs]            | esse [ˈɛsse]                          | ese [ˈese]                   | ésse [ˈɛsɨ], [ˈɛsi]               | so [soː]                | エス            |
| T    | te [teː]                     | tee [tiː]           | té [te]             | te [teː]           | ti [ti]                               | te [te]                      | tê [te]                           | to [toː]                | ティー          |
| U    | ū [uː]                       | u [juː]             | u [y]               | u [uː]             | u [u]                                 | u [u]                        | u [u]                             | u [uː]                  | ユー            |
| V    | ū [uː]                       | vee [viː]           | vé [ve]             | vau [faʊ]          | vu [vu]                               | uve [ˈuβe]                   | vê [ve]                           | vo [voː]                | ブイ、 ヴィー   |
| W    | N/A                          | double-u [ˈdʌbljuː] | double vé [dubləve] | we [veː]           | doppia vu [doppja vu]                 | uve doble [uβe ˈdoβle]       | dâblio [ˈdɐ̃bliu] dáblio [ˈdabliu] | duobla vo [duˈobla voː] | ダブリュー      |
| X    | ex [ɛks] ix [iks]            | ex [ɛks]            | ixe [iks]           | ix [iks]           | ics [iks]                             | equis [ˈekis]                | chis [ʃiʃ] xis [ʃis]              | ikso [ikso]             | エックス        |
| Y    | y [yː] ī Graeca [iː ˈɡrajka] | wye [waɪ]           | i grec [iɡʁɛk]      | ypsilon [ˈʏpsɪlɔn] | i greca [iɡˈɡrɛka] ipsilon [ˈipsilon] | ye [ʝe] i griega [i ˈɡɾjeɣa] | ípsilon [ˈipsɨlɔn], [ˈipsilõ]     | ipsilono [ipsiˈloːno]   | ワイ            |
| Z    | zeta [ˈzeːta]                | zed [zɛd] zee [ziː] | zède [zɛd]          | zet [tsɛt]         | zeta [ˈzɛta]                          | zeta [ˈθeta], [ˈseta]        | zê [ze]                           | zo [zoː]                | ゼット          |

## 他言語の文字のラテン文字表記
| ラテン 文字 | ギリシア文字    | キリル文字 | ヘブライ文字  | アラビア文字     | ペルシア文字 | カタカナ | ハングル |
| ----------- | --------------- | ---------- | ------------- | ---------------- | ------------ | -------- | -------- |
| A           | Α               | А          | א             | آ ا              |              | ア       | ㅏ       |
| AE          |                 |            |               |                  |              |          | ㅐ       |
| AI          |                 |            | י ַ            |                  |              |          |          |
| B           | ΜΠ, Β           | Б          | בּ             | ﺏ ﺑ ﺒ ﺐ          | ﺏ ﺑ          |          | ㅂ       |
| C           | Ξ               |            |               |                  |              |          |          |
| CH          | ΤΣ̈              | Ч          | צ׳            |                  | چ            |          | ㅊ       |
| CHI         |                 |            |               |                  |              | チ       |          |
| D           | ΝΤ, Δ           | Д          | ד             | ﺩ —ﺪ / ﺽ ﺿ ﻀ ﺾ   | د            |          | ㄷ       |
| DH          | Δ               |            | דֿ             | ﺫ — ﺬ            |              |          |          |
| DZ          | ΤΖ              | Ѕ          |               |                  |              |          |          |
| E           | Ε, ΑΙ           | Э          | , ֱ, י ֵֶ, ֵ, י ֶ  |                  |              | エ       | ㅔ       |
| EO          |                 |            |               |                  |              |          | ㅓ       |
| EU          |                 |            |               |                  |              |          | ㅡ       |
| EUI         |                 |            |               |                  |              |          | ㅢ       |
| F           | Φ               | Ф          | פ（語尾 ף）   | ﻑ ﻓ ﻔ ﻒ          | ﻑ            |          |          |
| FU          |                 |            |               |                  |              | フ       |          |
| G           | ΓΓ, ΓΚ, Γ       | Г          | ג             |                  | گ            |          | ㄱ       |
| GH          | Γ               | Ғ          | גֿ, עֿ          | ﻍ ﻏ ﻐ ﻎ          | ق غ          |          |          |
| H           | Η               | Һ          | ח, ה          | ﻩ ﻫ ﻬ ﻪ, ﺡ ﺣ ﺤ ﺢ | ه ح ﻫ        |          | ㅎ       |
| HA          |                 |            |               |                  |              | ハ       |          |
| HE          |                 |            |               |                  |              | ヘ       |          |
| HI          |                 |            |               |                  |              | ヒ       |          |
| HO          |                 |            |               |                  |              | ホ       |          |
| I           | Η, Ι, Υ, ΕΙ, ΟΙ | И          | ִ, י ִ          | دِ                |              | イ       | ㅣ       |
| IY          |                 |            |               | دِي               |              |          |          |
| J           | TZ̈              | ДЖ, Џ      | ג׳            | ﺝ ﺟ ﺠ ﺞ          | ج            |          | ㅈ       |
| JJ          |                 |            |               |                  |              |          | ㅉ       |
| K           | Κ               | К          | כּ（語尾 ךּ ）  | ﻙ ﻛ ﻜ ﻚ          | ک            |          | ㅋ       |
| KA          |                 |            |               |                  |              | カ       |          |
| KE          |                 |            |               |                  |              | ケ       |          |
| KH          | X               | Х          | כ,חֿ（語尾 ך） | ﺥ ﺧ ﺨ ﺦ          | خ            |          |          |
| KI          |                 |            |               |                  |              | キ       |          |
| KK          |                 |            |               |                  |              |          | ㄲ       |
| KO          |                 |            |               |                  |              | コ       |          |
| KU          |                 |            |               |                  |              | ク       |          |
| L           | Λ               | Л          | ל             | ﻝ ﻟ ﻠ ﻞ          | ل            |          |          |
| M           | Μ               | М          | מ（語尾 ם）   | ﻡ ﻣ ﻤ ﻢ          | م            |          | ㅁ       |
| MA          |                 |            |               |                  |              | マ       |          |
| ME          |                 |            |               |                  |              | メ       |          |
| MI          |                 |            |               |                  |              | ミ       |          |
| MO          |                 |            |               |                  |              | モ       |          |
| MU          |                 |            |               |                  |              | ム       |          |
| N           | Ν               | Н          | נ（語尾 ן）   | ﻥ ﻧ ﻨ ﻦ          | ن            | ン       | ㄴ       |
| NA          |                 |            |               |                  |              | ナ       |          |
| NE          |                 |            |               |                  |              | ネ       |          |
| NI          |                 |            |               |                  |              | ニ       |          |
| NO          |                 |            |               |                  |              | ノ       |          |
| NU          |                 |            |               |                  |              | ヌ       |          |
| O           | Ο, Ω            | О          | , ֳ, וֹֹ         |                  | ا ُ           | オ       | ㅗ,ㅓ    |
| OI          |                 |            |               |                  |              |          | ㅚ       |
| P           | Π               | П          | פּ（語尾 ףּ ）  |                  | پ            |          | ㅍ       |
| PP          |                 |            |               |                  |              |          | ㅃ       |
| PS          | Ψ               |            |               |                  |              |          |          |
| Q           | Ϙ               |            | ק             | ﻕ ﻗ ﻘ ﻖ          | ق            |          |          |
| R           | Ρ               | Р          | ר             | ﺭ — ﺮ            | ر            |          | ㄹ       |
| RA          |                 |            |               |                  |              | ラ       |          |
| RE          |                 |            |               |                  |              | レ       |          |
| RI          |                 |            |               |                  |              | リ       |          |
| RO          |                 |            |               |                  |              | ロ       |          |
| RU          |                 |            |               |                  |              | ル       |          |
| S           | Σ               | С          | ס, שׂ          | ﺱ ﺳ ﺴ ﺲ, ﺹ ﺻ ﺼ ﺺ | س ص          |          | ㅅ       |
| SA          |                 |            |               |                  |              | サ       |          |
| SE          |                 |            |               |                  |              | セ       |          |
| SH          | Σ̈               | Ш          | שׁ             | ﺵ ﺷ ﺸ ﺶ          | ش            |          |          |
| SHCH        |                 | Щ          |               |                  |              |          |          |
| SHI         |                 |            |               |                  |              | シ       |          |
| SO          |                 |            |               |                  |              | ソ       |          |
| SS          |                 |            |               |                  |              |          | ㅆ       |
| SU          |                 |            |               |                  |              | ス       |          |
| T           | Τ               | Т          | ט, תּ, ת       | ﺕ ﺗ ﺘ ﺖ, ﻁ ﻃ ﻄ ﻂ | ت ط          |          | ㅌ       |
| TA          |                 |            |               |                  |              | タ       |          |
| TE          |                 |            |               |                  |              | テ       |          |
| TH          | Θ               |            | תֿ             | ﺙ ﺛ ﺜ ﺚ          |              |          |          |
| TO          |                 |            |               |                  |              | ト       |          |
| TS          | ΤΣ              | Ц          | צ（語尾 ץ）   |                  |              |          |          |
| TSU         |                 |            |               |                  |              | ツ       |          |
| TT          |                 |            |               |                  |              |          | ㄸ       |
| U           | ΟΥ, Υ           | У          | , וֻּ           | دُ                |              | ウ       | ㅜ       |
| UW          |                 |            |               | دُو               |              |          |          |
| V           | B               | В          | ב             |                  | و            |          |          |
| W           | Ω               |            | ו, וו         | ﻭ — ﻮ            | و            |          |          |
| WA          |                 |            |               |                  |              | ワ       | ㅘ       |
| WE          |                 |            |               |                  |              | ヱ       |          |
| WI          |                 |            |               |                  |              | ヰ       | ㅟ       |
| WO          |                 |            |               |                  |              | ヲ       | ㅝ       |
| X           | Ξ, Χ            |            |               |                  |              |          |          |
| Y           | Ψ               | Й, Ы, Ј    | י             | ﻱ ﻳ ﻴ ﻲ          | ی            |          |          |
| YA          |                 | Я          |               |                  |              | ヤ       | ㅑ       |
| YE          |                 | Е, Є       |               |                  |              | 𛄡       |          |
| YEO         |                 |            |               |                  |              |          | ㅕ       |
| YI          |                 | Ї          |               |                  |              | 𛄠       |          |
| YO          |                 | Ё          |               |                  |              | ヨ       | ㅛ       |
| YU          |                 | Ю          |               |                  |              | ユ       | ㅠ       |
| Z           | Ζ               | З          | ז             | ﺯ — ﺰ, ﻅ ﻇ ﻈ ﻆ   | ز            |          |          |
| ZH          | Ζ̈               | Ж          | ז׳            |                  | ژ            |          |          |

## 他の文字との関係
ラテン文字はギリシア文字から派生した文字であり、ラテン文字が新たな字を追加し大きく変化した現代においてもいくつかの文字は共通する。また、同じくギリシア文字を祖とするキリル文字ともいくつかの文字が共通している。
ラテン文字は他言語に適用される場合は綴りを工夫したり文字に記号を加えるなどしたうえでそのまま導入されることが多く、ラテン文字から派生した文字はそれほど多くはないが、アイルランド島などで5世紀から8世紀にかけて用いられたオガム文字はおそらくラテン文字から影響を受けて作られたと考えられている。